# Tyler Herro

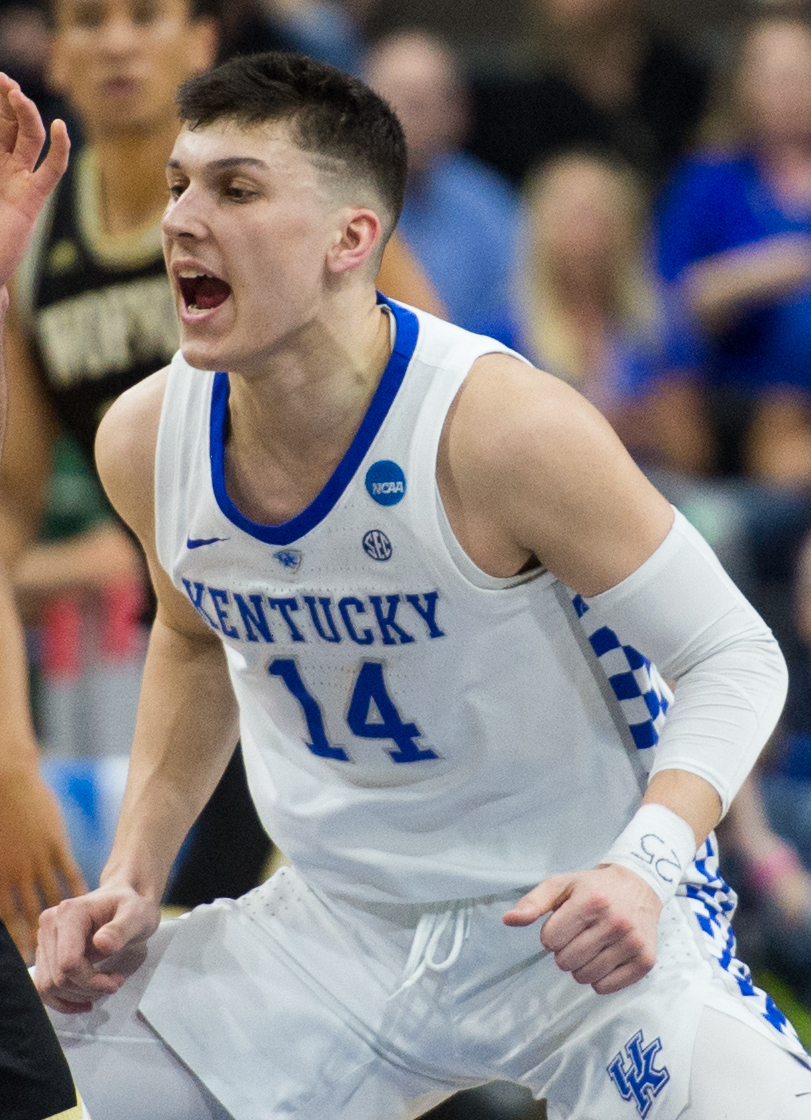
Tyler Herro, 2019.

Tyler Christopher Herro, född 20 januari 2000 i Greenfield i Wisconsin, är en amerikansk professionell basketspelare (SG/PG) som spelar för Miami Heat i National Basketball Association (NBA).
Han vann NBA Sixth Man of the Year Award för säsongen 2021–2022.
Herro draftades av Miami Heat i första rundan i 2019 års draft som 13:e spelare totalt.
Innan han blev proffs studerade Herro vid University of Kentucky och spelade för universitetets idrottsförening Kentucky Wildcats.